# Metall-Schaf
Das Metall-Schaf (Xinwei (chinesisch 辛未, Pinyin xīnwèi)) ist das 8. Jahr des chinesischen Kalenders (siehe Tabelle 天支 60-Jahre-Zyklus). Es ist ein Begriff aus dem Bereich der chinesischen Astrologie und bezeichnet diejenigen Mondjahre, die durch eine Verbindung des achten Himmelsstammes (辛,  xīn, Element Metall und Yīn) mit dem achten Erdzweig (未,  wèi), symbolisiert durch das Schaf (羊,  yáng), charakterisiert sind.
Nach dem chinesischen Kalender tritt eine solche Verbindung alle 60 Jahre ein. Das letzte Metall-Schaf-Jahr begann 1991 und dauerte wegen der Abweichung des chinesischen vom gregorianischen Kalenderjahr vom 15. Februar 1991 bis 3. Februar 1992.

## Metall-Schaf-Jahr
Im chinesischen Kalenderzyklus ist das Jahr des Metall-Schafs 辛未 xīnwèi das 8. Jahr (am Beginn des Jahres: Metall-Pferd 庚午 gēngwǔ 7).
| Liste der Metall-Schaf-Jahre des 60-Jahres-Zyklus (Ende des Zyklus – bei Zählung vom 1. Regierungsjahr Huángdì) (Beginn des Zyklus – bei Zählung vom 61. Regierungsjahr Huángdì)            |              |              |              |              |              |              |              |              |              |              |
| Zykl. | 0            | 1            | 2            | 3            | 4            | 5            | 6            | 7            | 8            | 9            |
| 0 | 2690 v. Chr. | 2630 v. Chr. | 2570 v. Chr. | 2510 v. Chr. | 2450 v. Chr. | 2390 v. Chr. | 2330 v. Chr. | 2270 v. Chr. | 2210 v. Chr. | 2150 v. Chr. |
| 10 | 2090 v. Chr. | 2030 v. Chr. | 1970 v. Chr. | 1910 v. Chr. | 1850 v. Chr. | 1790 v. Chr. | 1730 v. Chr. | 1670 v. Chr. | 1610 v. Chr. | 1550 v. Chr. |
| 20 | 1490 v. Chr. | 1430 v. Chr. | 1370 v. Chr. | 1310 v. Chr. | 1250 v. Chr. | 1190 v. Chr. | 1130 v. Chr. | 1070 v. Chr. | 1010 v. Chr. | 950 v. Chr.  |
| 30 | 890 v. Chr.  | 830 v. Chr.  | 770 v. Chr.  | 710 v. Chr.  | 650 v. Chr.  | 590 v. Chr.  | 530 v. Chr.  | 470 v. Chr.  | 410 v. Chr.  | 350 v. Chr.  |
| 40 | 290 v. Chr.  | 230 v. Chr.  | 170 v. Chr.  | 110 v. Chr.  | 50 v. Chr.   | 11           | 71           | 131          | 191          | 251          |
| 50 | 311          | 371          | 431          | 491          | 551          | 611          | 671          | 731          | 791          | 851          |
| 60 | 911          | 971          | 1031         | 1091         | 1151         | 1211         | 1271         | 1331         | 1391         | 1451         |
| 70 | 1511         | 1571         | 1631         | 1691         | 1751         | 1811         | 1871         | 1931         | 1991         | 2051         |
| 80 | 2111         | 2171         | 2231         | 2291         | 2351         | 2411         | 2471         | 2531         | 2591         | 2651         |
| Hinweis: Die laufende Nr. des Zyklus ergibt sich aus der Zeilen-Nr. addiert mit der Spalten-Nr. Beispiel: Das Metall-Schaf-Jahr des 35. Zyklus (Zeile 30 + Spalte 5) entspricht 590 v. Chr. |              |              |              |              |              |              |              |              |              |              |